# Venus (Floride)
Pour les articles homonymes, voir Vénus.
Venus est une zone non incorporée dans le comté de Highlands en Floride, aux États-Unis. Elle est située sur la Route County 731 près de la Route 27.
Les principales activités de Venus comprennent la culture d'agrumes et l'élevage. La communauté possède une caserne de pompiers volontaires. Elle dispose également d'un terrain appelé Camp Mars, un des rares endroits de l'état à accueillir des groupes gay avec son propre magasin. En raison de son grand espace, le bourg accueille des mobile-homes sur 0,4ha (1-acre). Venus a récemment attiré une population diverse et grandissante.
Le 24 juin 2012, Venus a été dévasté pour la tornade EF-2 qui a causé un mort et beaucoup de dommages matériels.
The Venus Project a également construit son centre de recherche à cet endroit, empruntant à cette occasion le nom de la communauté.